# Будани
Будани — деревня в Себежском районе Псковской области России. Входит в состав городского поселения Идрица. Малая родина Героя Советского Союза Н. Ф. Сухобского.

## География
Находится на юго-западе региона, в южной части района, в лесной местности около реки Утуга.
Уличная сеть не развита.

### Климат
умеренно-континентальный влажный.
Величина суммарной солнечной радиации достигает 78-88 ккал на 1 см² в год. Относительно большая облачность в течение года значительно уменьшает продолжительность солнечного сияния, которое составляет в среднем около 1700 часов в год (то есть около 40 % от возможной продолжительности за этот период для данных широт).
Среднегодовая температура воздуха составляет +4,8 С. Наиболее холодным месяцем является январь со среднемесячной температурой −7,5 С. Самый жаркий месяц — июль со среднемесячной температурой +17,4 С. За год выпадает в среднем 602 мм осадков, причем основная часть в теплый период с апреля по октябрь — 425 мм. Средняя относительная влажность воздуха наиболее холодного месяца — 84 %, наиболее теплого — 77 %, среднегодовая относительная влажность воздуха около 80 %. Снежный покров появляется во второй декаде ноября, сходит — в первой декаде апреля. Высота снежного покрова не превышает 24 см.

## История
В 1802—1924 годах земли поселения Будына на реке Утужица входили в Себежский уезд Витебской губернии.
В 1941—1944 гг. местность находилась под фашистской оккупацией войсками Гитлеровской Германии.
До 1995 года деревня входила в Бояриновский сельсовет. Постановлением Псковского областного Собрания депутатов от 26 января 1995 года все сельсоветы в Псковской области были переименованы в волости и деревня стала частью Бояриновской волости.
В 2015 году Бояриновская волость, вместе с населёнными пунктами, была влита в состав городского поселения Идрица.

## Население
| 2001 | 2002 | 2010 |
| ---- | ---- | ---- |
| 25   | ↘20  | ↘12  |

Согласно результатам переписи 2002 года, в национальной структуре населения русские составляли 95 % от общей численности в 25 чел.

## Известные жители, уроженцы
В деревне Будани родился Герой Советского Союза Николай Феофилович Сухобский; павший 15 октября 1943 г. смертью храбрых в боях с фашистами.

## Инфраструктура
Личное подсобное хозяйство.
В поселении есть трансформаторная подстанция ТП- 31-03-441.

## Транспорт
Деревня доступна по автодороге 58К-549 Идрица-Чайки.